# 산지땃쥐텐렉
산지땃쥐텐렉(Microgale monticola)은 텐렉과에 속하는 포유류의 일종이다. 마다가스카르섬의 토착종이다. 자연 서식지는 아열대 또는 열대 기후 지역의 습윤 저산대 숲이다.